# 第12海兵連隊第1大隊

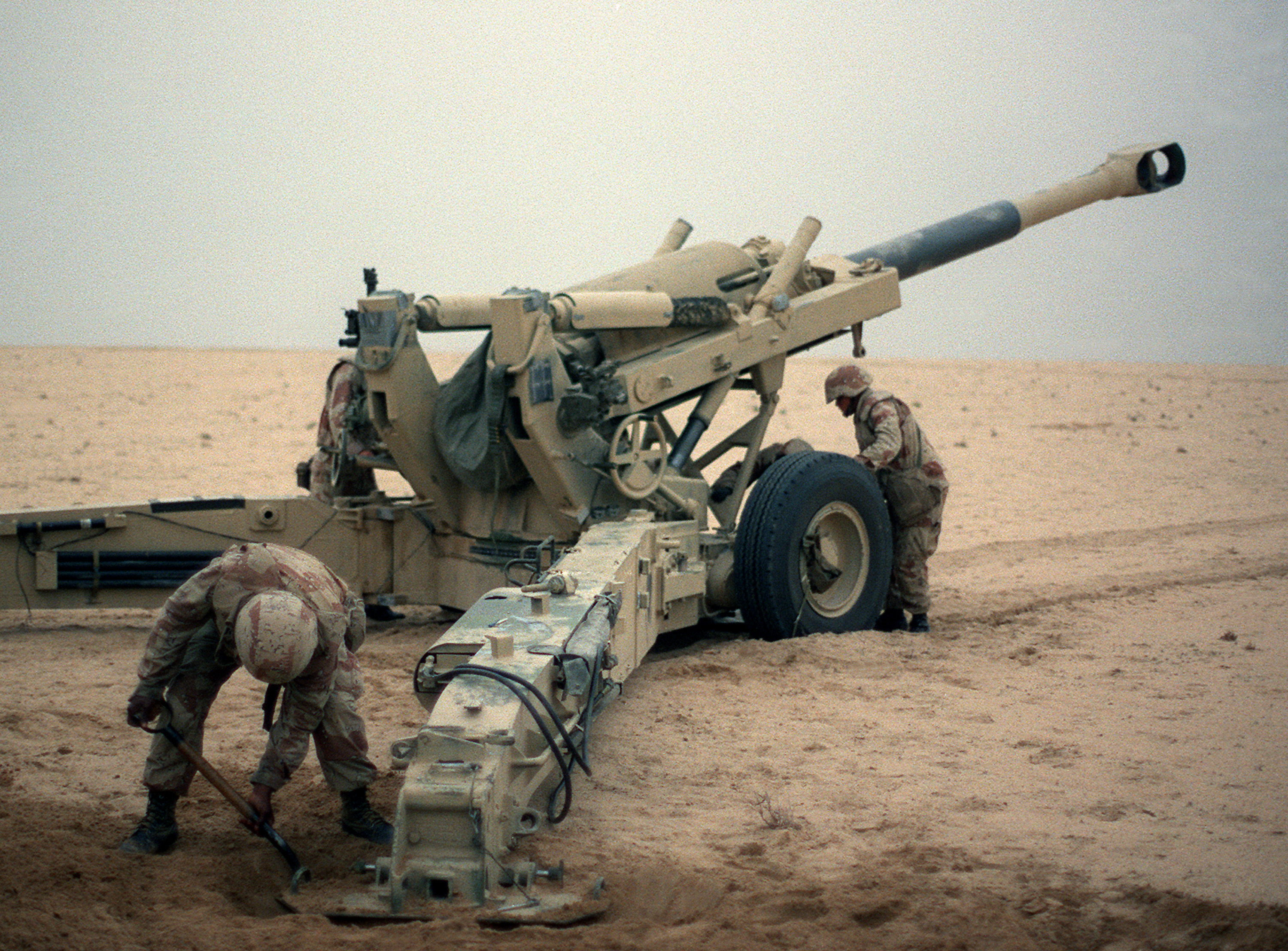
カフジの戦い

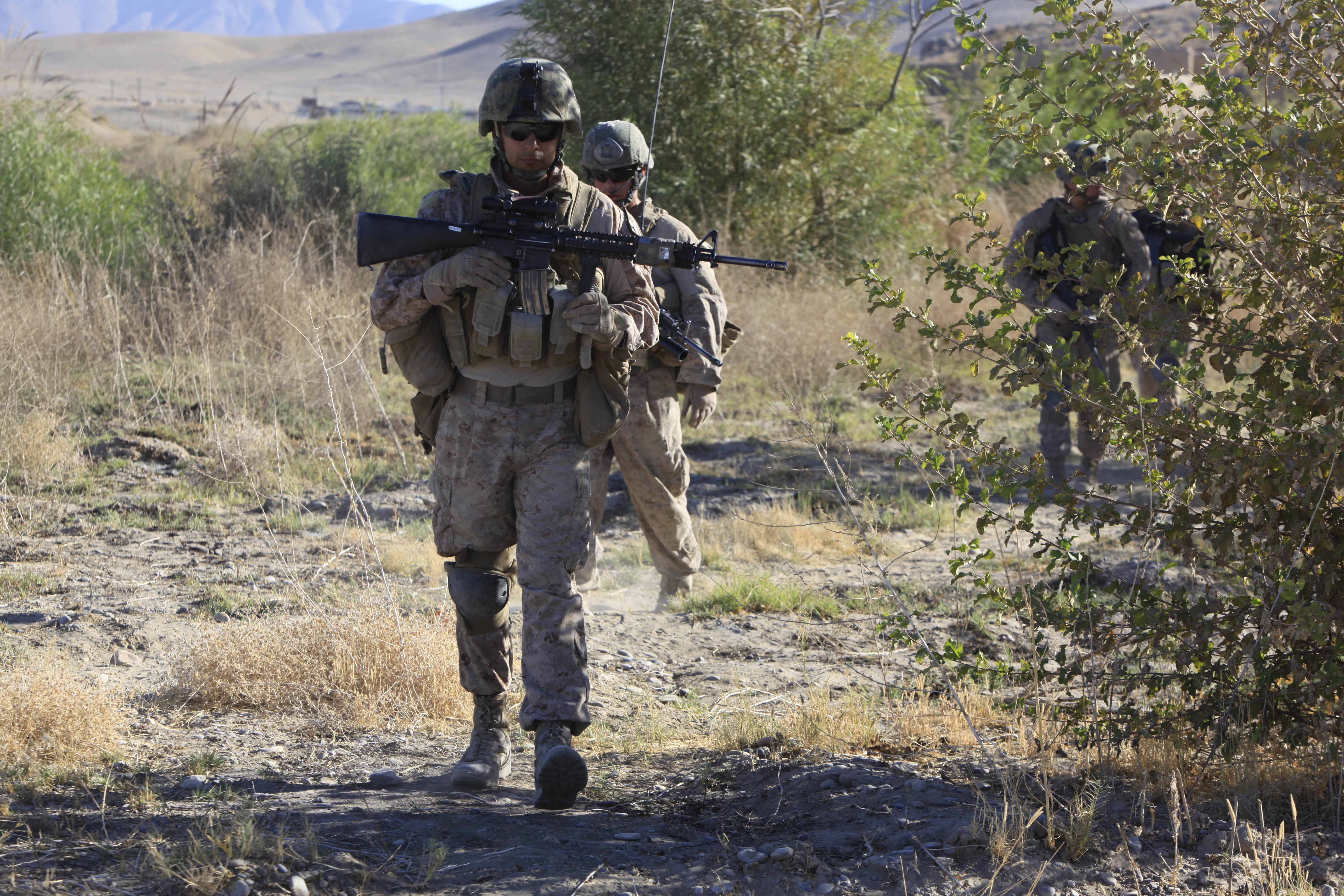
ヘルマンド州カジャキ郡

第12海兵連隊第1大隊（だい12かいへいれんたいだい1だいたい、1st Battalion 12th Marines; 1/12）とは、ハワイに駐屯するアメリカ海兵隊の砲兵大隊である。

## 概要
大隊にはアルファ・ブラボー・チャーリーと呼ばれる3つの砲兵中隊と本部中隊がある。大隊の主力装備はM777 155mm榴弾砲であり、榴弾砲の最大有効射程は30キロメートルである。大隊は現在第12海兵連隊の唯一の「独立」砲兵隊である。第2大隊は砂漠の嵐作戦以降、軍事費削減と第12海兵連隊の再配置（キャンプ・フォスターからキャンプ・ハンセン）により活動停止した。第3大隊はキャンプ・ハンセンに司令部があるが部隊展開計画（UDP）により他の部隊から砲兵部隊を集めて指揮する部隊である。第3大隊の砲兵隊は他の部隊に割り当てられており、I中隊は第11海兵連隊第1大隊、K中隊は第11海兵連隊第2大隊、L中隊は第11海兵連隊第3大隊の部隊になっている。

## 任務
大隊は紛争時に第3海兵師団の専属部隊として直接支援を行い、機動部隊に対する通常の砲撃支援、または臨時的なライフル中隊射撃を行う。大隊の第二の任務は民軍活動（CMO）である。CMOとは軍と行政と市民団体、住民間で関係を構築・維持し、影響を与え・利用する指揮官の活動である。

## 歴史

### 第二次世界大戦
- 1942年9月1日 - カリフォルニア州のサンディエゴで第12海兵連隊の第4大隊として結成、第3海兵師団に所属[2]
- 1942年10月 - カリフォルニア州のキャンプ・ダンラップに移動
- 1943年3月 - ニュージーランドのオークランドに移動
- 1943年7月 - ガダルカナル島の戦い
- 1943年 - ブーゲンビル島の戦い
- 1944年 - グアムの戦い
- 1945年 - 硫黄島の戦い
- 1945年4月5日 - 第12海兵師団の第1大隊になる
- 1945年12月 - キャンプ・ペンドルトンに移動
- 1946年1月8日 - 活動停止

### ベトナム戦争
- 1951年6月20日 - カリフォルニア州のキャンプ・ペンドルトンで第3海兵師団の部隊として再結成
- 1953年8月 - 日本のキャンプ・マクニール（滝ヶ原駐屯地）に移動。その後、キャンプ南富士などに移動
- 1965年3月～4月 - ベトナム共和国に移動
- 1965年4月～1969年9月 - フバイ戦闘基地、ダナン、カムロ戦闘基地、ケサン、キャンプ・キャロルにおける作戦に参加
- 1969年10月 - キャンプ・ペンドルトンに移動、第5海兵師団の部隊になる
- 1970年11月 - 第5海兵遠征旅団の部隊になる
- 1971年4月 - 第1海兵師団の部隊になる
- 1971年6月 - ハワイ州のカネオヘ湾に移動し、第1海兵旅団の部隊になる

### 1970年代～1990年代
- 1985年8月30日 - 第1海兵旅団が第1海兵水陸両用旅団になり、のちに第1海兵遠征旅団になる
- 1990～1991年4月 -「砂漠の盾作戦」・「砂漠の嵐作戦」に参加[3]
- 1994年9月 - 第3海兵師団の部隊となり、ハワイの第3海兵遠征軍の一部になる

### 対テロ戦争時代
- 2004年7月～2005年4月 -「イラクの自由作戦」にチャーリー中隊を派遣。第3海兵連隊第1大隊と共に「幽霊の怒り作戦」に参加。第8海兵連隊第1大隊を支援してファルージャに対して1500発以上の砲撃を行った
- 2007年3月～10月 - イラク西部のアンバール県に臨時派遣
- 2008年9月～2009年4月 - イラク西部のアンバール県に臨時派遣
- 2011年4月 - 第2海兵師団の第10海兵連隊第1大隊と交代するために、アフガニスタンのヘルマンド州カジャキにある前哨基地に移動（ブラボー中隊は実弾射撃訓練のために基地に残存）

## 関連事項
- アメリカ海兵隊の大隊の一覧
- アメリカ海兵隊の組織